# Xylosma hawaiiense

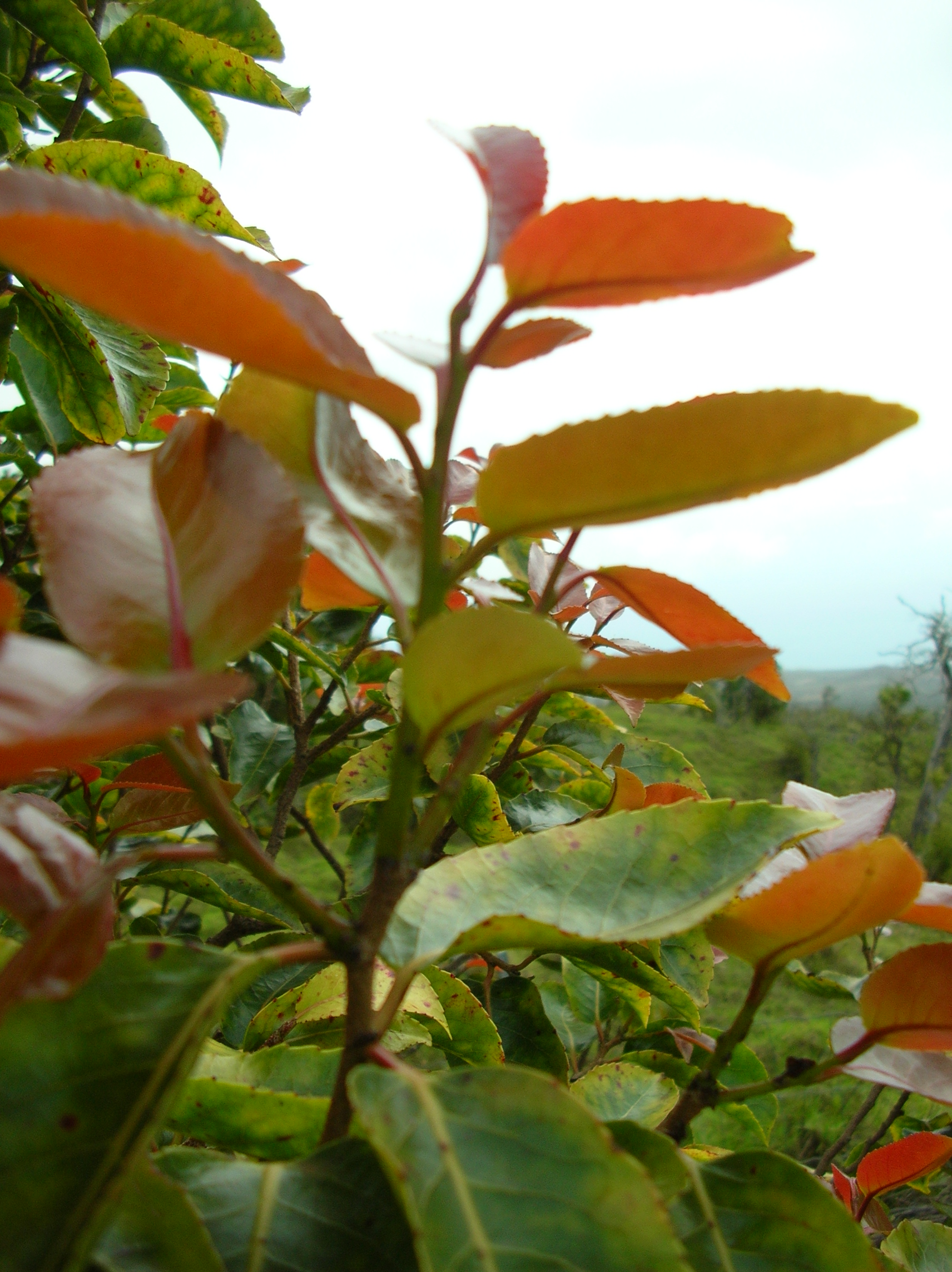
Hawaiian Xylosma

Xylosma hawaiiense é uma espécie de planta com flor da família do salgueiro, Salicaceae, que é endêmica do Havaí. Nomes comuns incluem Havaí brushholly, mauá, e umʻe (Maui ).

## Habitat
Mauá pode ser encontrada em florestas secas, misto meso, e, ocasionalmente, húmidas, em altitudes de entre 400 a 1220 metros.